# Janet Kennedy
Janet Kennedy (h. 1480 – h. 1545) fue una noble escocesa y la amante del rey Jacobo IV de Escocia.

## Biografía
Fue la hija mayor de John Kennedy, II lord Kennedy, y lady Elizabeth Gordon. Por vía paterna, Janet fue la tataranieta del rey Roberto III, y, por vía materna, la nieta de Alexander Gordon, I conde de Huntly.[cita requerida]
Se cree que, alrededor de 1493, contrajo matrimonio con Alexander Gordon de Lochinvar. Es posible que la pareja tuviera una hija.[cita requerida]
Hacia 1497, Janet era la amante de Archibald Douglas, V conde de Angus («Bell the Cat»), con el que tuvo una hija, Mary. Puede que también se casaran, aunque nunca figuró con el título de condesa.[cita requerida]
Llamó la atención del rey Jacobo IV alrededor de 1497. Janet tuvo tres hijos con el rey: James Stewart, I conde de Moray, Margaret y Jane. Vivieron un tiempo en el castillo de Stirling, en el que Andrew Aytoun era el responsable de la casa.
El rey tuvo varias amantes, pero parece que esta fue su relación más larga, que continuó hasta después de contraer matrimonio con Margarita Tudor. Después de casarse por poderes, Jacobo se encontró con Janet en el castillo de Bothwell en abril de 1503, y, después, la envió al castillo de Darnaway en agosto poco antes de que llegara Margarita a Escocia.
En septiembre de 1498, Jacobo IV le concedió el dominio del castillo de Bothwell, que le fue traspasado por el conde de Angus. En marzo de 1500, teniendo en cuenta el «hartlie luve and invict favoris he has and beris to her», le entregó una extensa porción de tierra ubicada en Menteith y la custodia del castillo de Doune. Se desconoce si es la misma que la «Janet bair ars» que recibía regalos del rey en 1505–1512.
En abril de 1513, su hija Margaret llegó a la corte desde Darnaway.
Janet Kennedy tuvo relaciones con otros dos hombres, uno de los cuales fue John Ramsay, I lord Bothwell, con el que se casó en 1505. Dos de sus parejas perecieron en la batalla de Flodden.[cita requerida]